# Историческая область королевства Пэкче
Исторические памятники и объекты Пэкче (кор. 백제역사유적지구; Пэкче ёкса юджок чигу) — объект, расположенный в городах Конджу, Иксан и уезде Пуё в Республике Корея, состоит из разных памятников, совместно свидетельствующих об истории и культуре древнекорейского государства Пэкче. В 2015 году были включены ЮНЕСКО в список Всемирного наследия.

## Объекты в городеКонджупровинцииЧхунчхон-Намдо
- Крепость Консансон
- Могильные курганы в Сонсанни

## Объекты в уездеПуёпровинцииЧхунчхон-Намдо

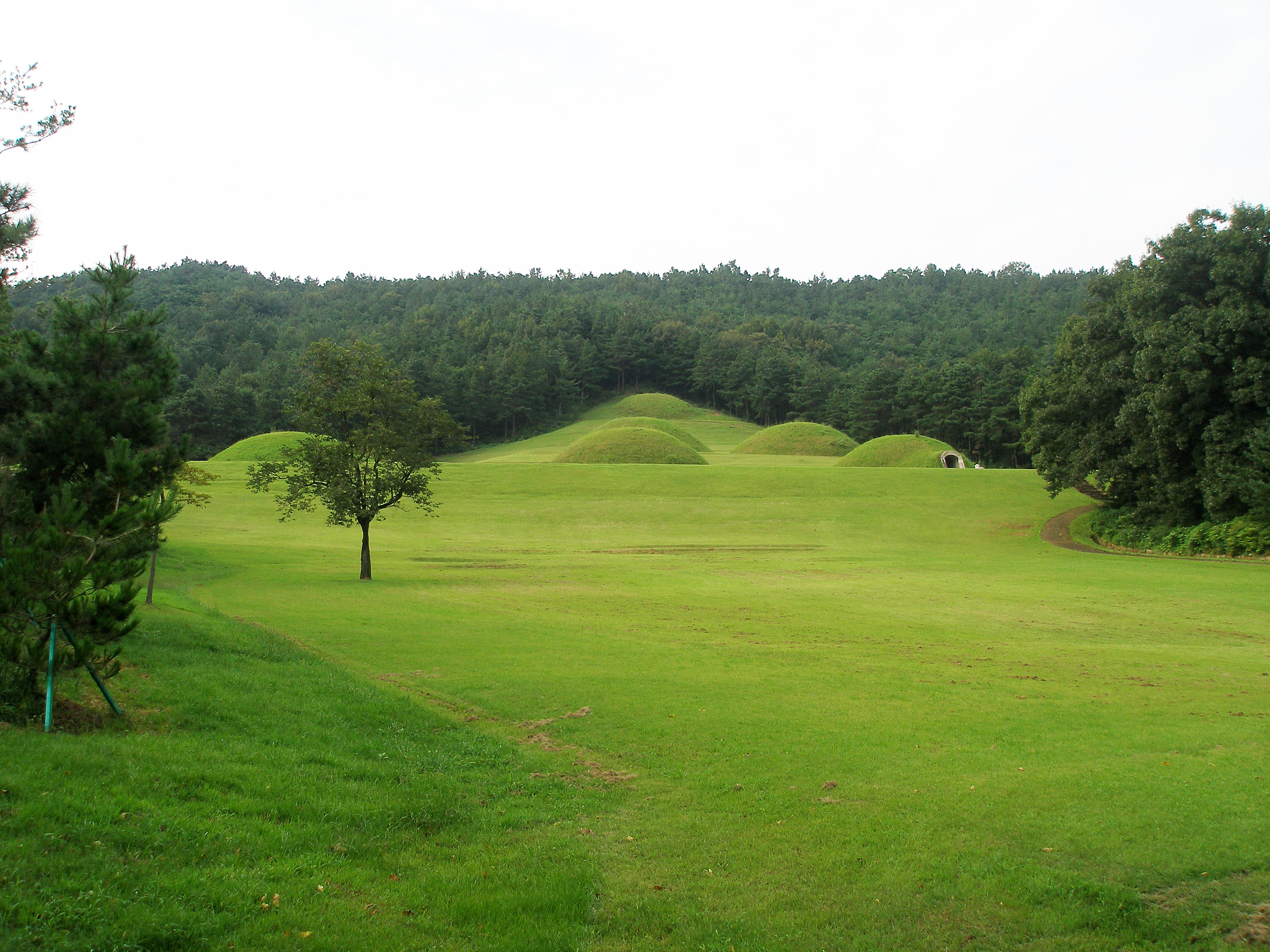
Могильные курганы в Нынсан-ри

- Археологический памятник в Кванбук-ри и крепость Пусосансон
- Развалины монастыря Чоннимса
- Могильные курганы в Нынсанни
- Городская стена Насон

## Объекты в городеИксанпровинцииЧолла-Пукто
- Археологический памятник в Вангунни
- Развалины монастыря Мирыкса